# Sala Comacina

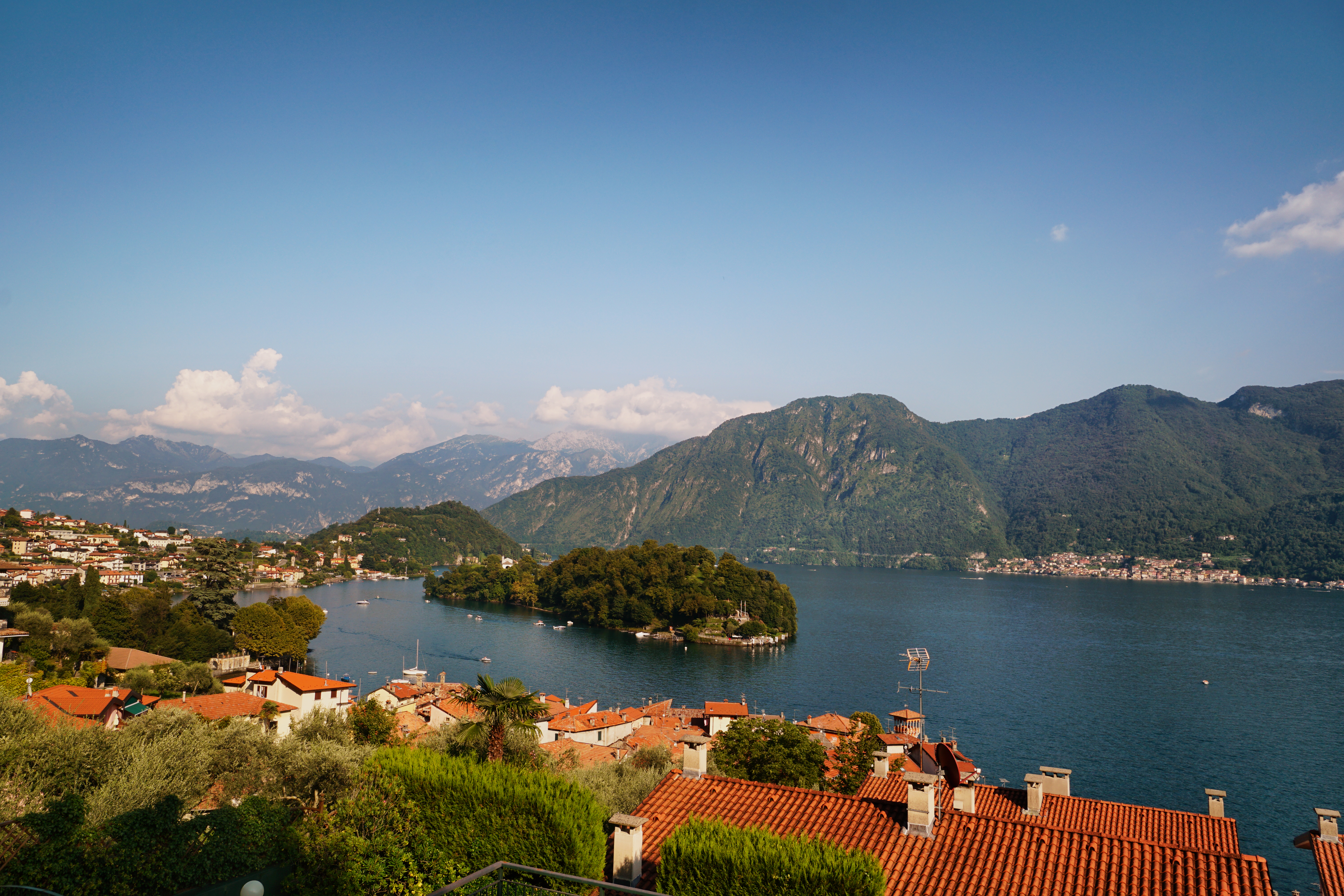
Sala Comacina und Isola Comacina

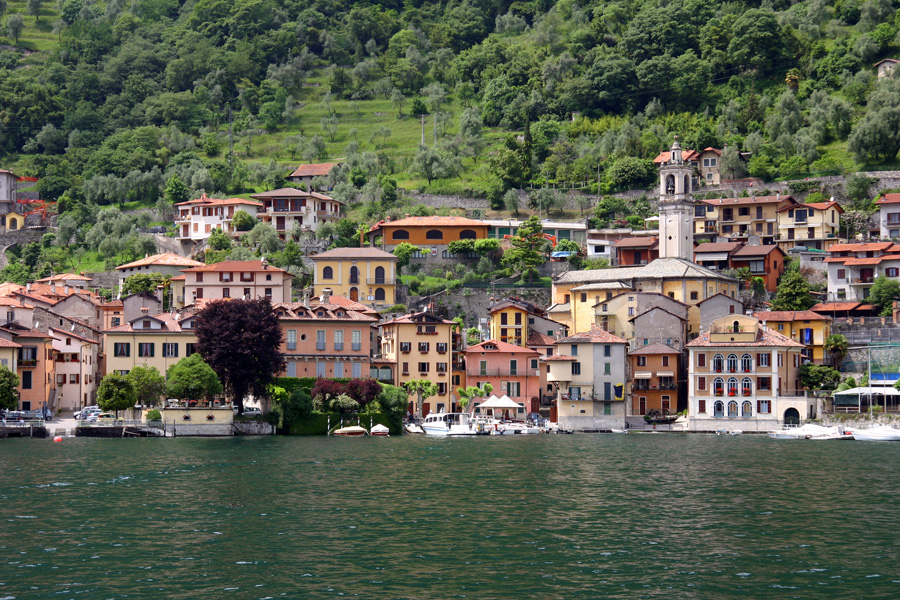
Sala Comacina

Sala Comacina, Spurano, Campo und Isola Comacina

Sala Comacina (bis 1863 einfach Sala) ist eine Gemeinde in der italienischen Provinz Como in der Region Lombardei.

## Lage und Einwohner
Sala Comacina liegt 26 Kilometer nordöstlich von der Provinzhauptstadt Como am Lago di Como zwischen Colonno und Ossuccio. Die 5 km² große Gemeinde hat 465 Einwohner (Stand 31. Dezember 2023).
Die Nachbargemeinden sind Colonno, Lezzeno, Tremezzina und Ponna.
Im See vorgelagert liegt die Insel Isola Comacina. Zu erreichen ist die Insel durch eine kleine Fähre von Sala Comacina oder mit dem Schiff von Menaggio aus.

## Geschichte
Im Jahr 1240 veröffentlichte der Kapitän von Como Berthold von Hohenburg die Gemeindeordnung, die das Comer Gebiet, unterteilt in pievi, auf vier Bezirke namens Porte aufteilte und zuordnete. Dabei wird die Pieve d’Isola dem Stadtteil Porta Sala zugeordnet. In dieser Zeit waren Colonno und Sala Comacina verpflichtet, den Markt von Como jeden Dienstag mit 20 Pfund Fisch und jeden Samstag mit 40 Pfund zu versorgen.
Im Jahr 1335 Como mit seiner Landschaft wurde vom Mailänder Herzog Azzo Visconti besetzt, der im selben Jahr neue Statuten verabschiedete. In diesen wird die commune de Collono erwähnt, die zusammen mit Sala Comacina, Ossuccio und Lezzeno in der Pieve d'Isola enthalten ist. In den Statuten ergibt sich, dass Colonno und Sala die Aufgabe haben, die Straße zu unterhalten, die von der Brücke von Colonno ins Tal von Premonte führt. Sala Comacina folgte damit dem Schicksal des Herzogtums Mailand.

## Bevölkerung
| Bevölkerungsentwicklung' | Bevölkerungsentwicklung' | Bevölkerungsentwicklung' | Bevölkerungsentwicklung' | Bevölkerungsentwicklung' | Bevölkerungsentwicklung' | Bevölkerungsentwicklung' | Bevölkerungsentwicklung' | Bevölkerungsentwicklung' | Bevölkerungsentwicklung' | Bevölkerungsentwicklung' | Bevölkerungsentwicklung' | Bevölkerungsentwicklung' | Bevölkerungsentwicklung' |
| ------------------------ | ------------------------ | ------------------------ | ------------------------ | ------------------------ | ------------------------ | ------------------------ | ------------------------ | ------------------------ | ------------------------ | ------------------------ | ------------------------ | ------------------------ | ------------------------ |
| Jahr                     | 1751                     | 1805                     | 1853                     | 1901                     | 1911                     | 1931                     | 1951                     | 1971                     | 1991                     | 2001                     | 2011                     | 2020                     |                          |
| Einwohner                | 430                      | 478                      | 575                      | 660                      | 744                      | 753                      | 689                      | 619                      | 636                      | 604                      | 614                      | 483                      |                          |

## Sehenswürdigkeiten
- Pfarrkirche San Bartolomeo (1703)[3]
- Villa Beccaria (18. Jahrhundert)[4]

## Persönlichkeiten
- Antonio Canarisius (* um 1540 in Sala Comacina; † nach 28. April 1579 ebenda ?), Bildhauer am Dom zu Como[5]
- Daniele Fontana (* 1900 in Mailand; † 1984 in Sala Comacina), Maler und humoristischer Zeichner